# Hyperchirioides
Hyperchirioides is een geslacht van vlinders van de familie nachtpauwogen (Saturniidae), uit de onderfamilie Hemileucinae.

## Soorten
- H. agomensis Karsch, 1893
- H. angulata Aurivillius, 1893
- H. bulaea (Maassen & Weyding, 1885)
- H. intermedia Rougeot, 1978
- H. istsariensis Stoneham, 1962
- H. menieri Rougeot, 1973
- H. micropteryx Hering, 1949
- H. nilotica Jordan, 1922
- H. prosti Rougeot, 1978
- H. rhodesiensis Janse, 1918
- H. smilax Westwood, 1849